# Marie-Alexandrine Mathieu
Marie-Alexandrine Mathieu, née le 17 juillet 1832 à Nevers et morte le 8 septembre 1906  à Marzy, est une peintre française.

## Biographie
Marie-Alexandrine Mathieu est la fille d'Ernest Mathieu, banquier, et de Françoise Bompois.
Elle a pour tante la femme de lettres et compositrice Émilie Mathieu et pour oncle le poète et chansonnier Gustave Mathieu.
Peintre, elle s'adonne à l'aquarelle, la peinture à l'huile, le crayon, la faïence, et l'eau-forte. C'est dans ce dernier domaine qu'elle excelle
.
Elle a exposé au Salon à Paris.
Elle est morte à son domicile à l'âge de 74 ans.

## Collections publiques
- Musée de Grenoble : estampes
- Musée de la Faïence et des Beaux-Arts, Nevers : estampes
- Centre national des arts plastiques : Impératrice Eugénie, 1866, huile sur toile
- Petit Palais, musée des Beaux-arts de la Ville de Paris : estampe
- Musée d'art et d'histoire, Genève : estampes
- The British Museum, Londres : estampes
- Musée des beaux-arts du Canada, Ottawa (Ontario) : estampes
- The National Gallery of Australia, Canberra : estampes
- Philadelphia Museum of Art : estampes

## Source de la traduction
- (en) Cet article est partiellement ou en totalité issu de l’article de Wikipédia en anglais intitulé « Marie-Alexandrine Mathieu » (voir la liste des auteurs).